# حیما
حیما یک منطقهٔ مسکونی در عمان است که در استان وسطی واقع شده‌است.